# Trebloc
Trebloc is een historisch Engels merk van fietsen met een 63 cc hulpmotor.
Het merk werd geproduceerd door Colbert Engineering Co. in Bath van 1922 tot 1925.